# Высоковский, Константин Игнатьевич
Константин Игнатьевич Высоковский (1896—1967) — советский поэт.

## Биография
В 1914 году окончил классическую гимназию в Гомеле. С 1915 г. — счетовод в управлении по постройке Мурманской железной дороги. Вскоре призван в армию, был в 38-м Сибирском стрелковом полку на Румынском фронте.
После развала фронта весной 1918 года вернулся в Петроград. Осенью 1919 призван в Красную армию, был продработником, участвовал в сборе продналога. В 1922 году уволился и вернулся в Петроград. Долго не мог найти работу, только с начала 1924 года снова стал работать бухгалтером и счетоводом. В это время начал писать стихи, печатал их в профсоюзном журнале «Бумажник».
Посещал литконсультации при журнале «Резец», участвовал в работе детских писателей при Ленинградской ассоциации пролетарских писателей.
Был выдвинут на редакционную работу в Госиздате, познакомился с С. Я. Маршаком, который оказал большое влияние на его творчество.
Во время Великой Отечественной — ответственный редактор газеты 168-й дивизии «Боевой удар», с марта 1943 был заместителем, затем главным редактором союзной и иностранной информации Ленинградского отделения ТАСС.
С 1945 г. заместитель главного редактора газеты «Ленинские искры».
На его стихах и книгах воспитывалось несколько поколений ленинградских пионеров.
После войны работал редактором-консультантом Дома детской книги, вёл там литературное объединение. Руководил литературным кружком во Дворце пионеров, состоял членом бюро детской секции Союза писателей.
Печатался в курском сборнике «Радуга», журнале «Костёр», альманахе «Дружба» и других.
В 1957 г. в Курске была издана книжечка стихов «Моя семья».
Похоронен на кладбище памяти жертв 9 января.

## Избранные произведения
- Высоковский, К. И. Все в снегу : [стихи] : для младшего школьного возраста / Константин Высоковский; рис. А. Ивасенко. — Ленинград : Детская литература, 1965. — 31 с.
- Высоковский, К. И. Лодочка-молодочка : летние былинки, небылицы : [в стихах : для дошкольного возраста] / Константин Высоковский; рис. Т. Ксенофонтова. — Ленинград : Детгиз, Ленинградское отделение, 1963. — 45 с.
- Высоковский, Константин Игнатьевич.
- Наши добрые приятели [Текст] : [Стихи] : [Для дошкольного возраста] / [Ил.: Т. Шорр]. — Ленинград : Детгиз. [Ленинградское отделение], 1959. — 17 с.
- Высоковский, К. И. Молоток-колоток : [стихи : для дошкольного возраста] / Константин Высоковский; рис. В. Ветрогонского. — Ленинград : Детгиз, Ленинградское отделение, 1957. — 21 с.
- Высоковский, Константин Игнатьевич.
- Моя семья [Текст] : [Стихи] : [Для детей] / [Ил.: И. Н. Лучинина]. — Курск : Книжное издательство, 1957. — 32 с.
- Высоковский, К. И. Зайчишка : [рассказы в стихах : для дошкольного возраста] / Константин Высоковский; рис. А. Линдеберга. — Ленинград : Детгиз, Ленинградское отделение, 1956. — 28 с.
- Высоковский, Константин Игнатьевич Моим друзьям [Текст] : Рассказы в стихах : [Для сред. и ст. возраста] / Рис. В. Ветрогонского. — Ленинград : Детгиз, Ленинградское отделение, 1954. — 48 с.
- Лошадка [Текст] : [Стихи] : Для дошкольного возраста / Рис. М. Кукс. — [Москва]; [Ленинград] : Детиздат, 1938 (Л. : 2 фабрика детской книги изд-ва). — 12 с.
- Высоковский Константин Игнатьевич Лагерная / Константин Высоковский; рис. Н. Травина.- Ленинград : Библиотека Ленинских искр, 1932.- 16 с.
- Высоковский Константин Игнатьевич Биб эстафета / К. Высоковский.- Ленинград : Молодая гвардия, 1931.- [11] с.
- Высоковский Константин Игнатьевич Дорога в гору / Константин Высоковский и Алексей Углов; обложка и рисунки Л. Вольштейн.- Москва : Государственное издательство, 1930.- 63 с.
- Высоковский Константин Игнатьевич В порту / Константин Высоковский; рис. и обл. М. Разулевича.- Москва : Гос.изд-во, 1930.- 16 с.
- Ехали ребята / К. Высоковский; рисунки Т. Глебовой.- Москва : Государственное издательство, 1930.- 12 с.
- Высоковский Константин Игнатьевич Шла колонна / К. Высоковский.- Ленинград : Гос. изд-во, 1930.- 7 с.
- Высоковский Константин Игнатьевич Зимой / К. Высоковский; рис. В. Тронова.- Москва : Радуга, 1928.- 16 с.
- Высоковский Константин Игнатьевич Дудилочка / К. Высоковский; [рисунки А. Радакова].- Ленинград : Радуга, 1925.